# آجي دونز
آجي دونز (بالدنماركية: Aage Dons)‏ هو مؤلف وكاتب دنماركي، ولد في 19 أغسطس 1903 في Frederikssund ‏ في الدنمارك، وتوفي في 20 أكتوبر 1993.

## وصلات خارجية
- آجي دونز على موقع IMDb (الإنجليزية)